# Seznam ameriških medicinskih sester
Seznam ameriških medicinskih sester.

## B
- Clara Barton

## E
- Diane Carlson Evans

## G
- Carol Garrison
- Abigail Hopper Gibbons

## H
- Cornelia Hancock
- Lucille Hegamin
- Lenah Higbee
- Alberta Hunter

## K
- Teresa Keane
- Lillian Keil
- Liz Kniss

## M
- Anna Maxwell
- June McCarroll

## N
- Mindy Newell

## S
- Joy Lee Sadler
- Margaret Sanger
- Michael Schiavo

## W
- Lillian Wald